# Hatayspor (vrouwenbasketbal)
Hatayspor is een sportclub opgericht in Antiochië, de gelijknamige hoofdstad van de provincie Hatay, Turkije. De clubkleuren zijn bordeaux en wit.
Het vrouwenbasketbalteam van Hatayspor is actief in de hoogste basketbaldivisies. Het voetbalteam, (Hatayspor), dat in de Süper Lig, speelt. Naast voetbal houdt de club zich ook bezig met damesvoetbal, basketbal en volleybal.
Thuisbasis van de basketbalvereniging is de Antakya Sport Hall dat een totaal capaciteit heeft van 1.560 zitplaatsen.

## Erelijst
Landskampioen:
- Runner-up (0x): 2016-17

Turkse Beker:
- Runner-up (0x): 2018

Presidentsbeker:
- Winnaars (2x): 2016, 2018